# Aramis (personaje)
Aramis (René de Herblay) es un personaje creado por Alejandro Dumas (padre) que protagoniza las novelas Los tres mosqueteros, Veinte años después y El vizconde de Bragelonne. El personaje está basado en el mosquetero y sacerdote Henri d'Aramitz, llamado «señor de Aramits».

## Descripción
Dumas lo describe inicialmente como un joven delicado, elegante y caballeroso, muy amigo de Athos y Porthos, lleno de aparentes contradicciones: mosquetero sin vocación pero excelente y temerario espadachín; siempre a punto de profesar en el clero, pero constantemente involucrado en intrigas políticas y romances clandestinos, entre otros, con las duquesas de Chevreuse y de Longeville.

## Biografía
En Los tres mosqueteros se revela que desde la edad de nueve años permaneció en un seminario y cuando estaba a punto de cumplir veinte años y ser ordenado en abate, se vio envuelto en un malentendido amoroso que estuvo a punto de terminar en un duelo contra un oficial, enfrentamiento del cual Aramis no se encontraba preparado. Humillado, solicitó aplazar la ceremonia de su ordenación por un año, y durante ese tiempo entrenó con el mejor maestro de esgrima de París con el objetivo de hacer frente a su antiguo rival, al que finalmente mató. El hecho causó un escándalo y Aramis se vio obligado a dejar la sotana, sin embargo, conoció a Athos y a Porthos, quienes lo ayudaron a ingresar a los mosqueteros, obteniendo la casaca gracias al aprecio del rey Luis XIII por su padre, muerto en el sitio de Arrás.
Posteriormente, en 1625, conoció a D'Artagnan (dos años menor que él) en una discusión acerca de la pertenencia del pañuelo de una de sus amantes, que terminó en un desafío a duelo, que nunca tuvo lugar, por enfrentarse también con Athos y Porthos a los guardias del cardenal Richelieu. Así, trabó amistad con el joven gascón, a quien aconsejaba y relataba sus constantes conflictos entre ser un hombre de espada o un hombre de iglesia, además de participar con él en la travesía rumbo a Inglaterra para recuperar los herretes de diamantes de la reina Ana de Austria, en la toma de la La Rochelle, y en la persecución de Milady de Winter y su posterior juicio y ejecución. Terminado el asedio a La Rochelle, Aramis abandonó el servicio y se conoce que tomó los hábitos en un convento de Nancy.

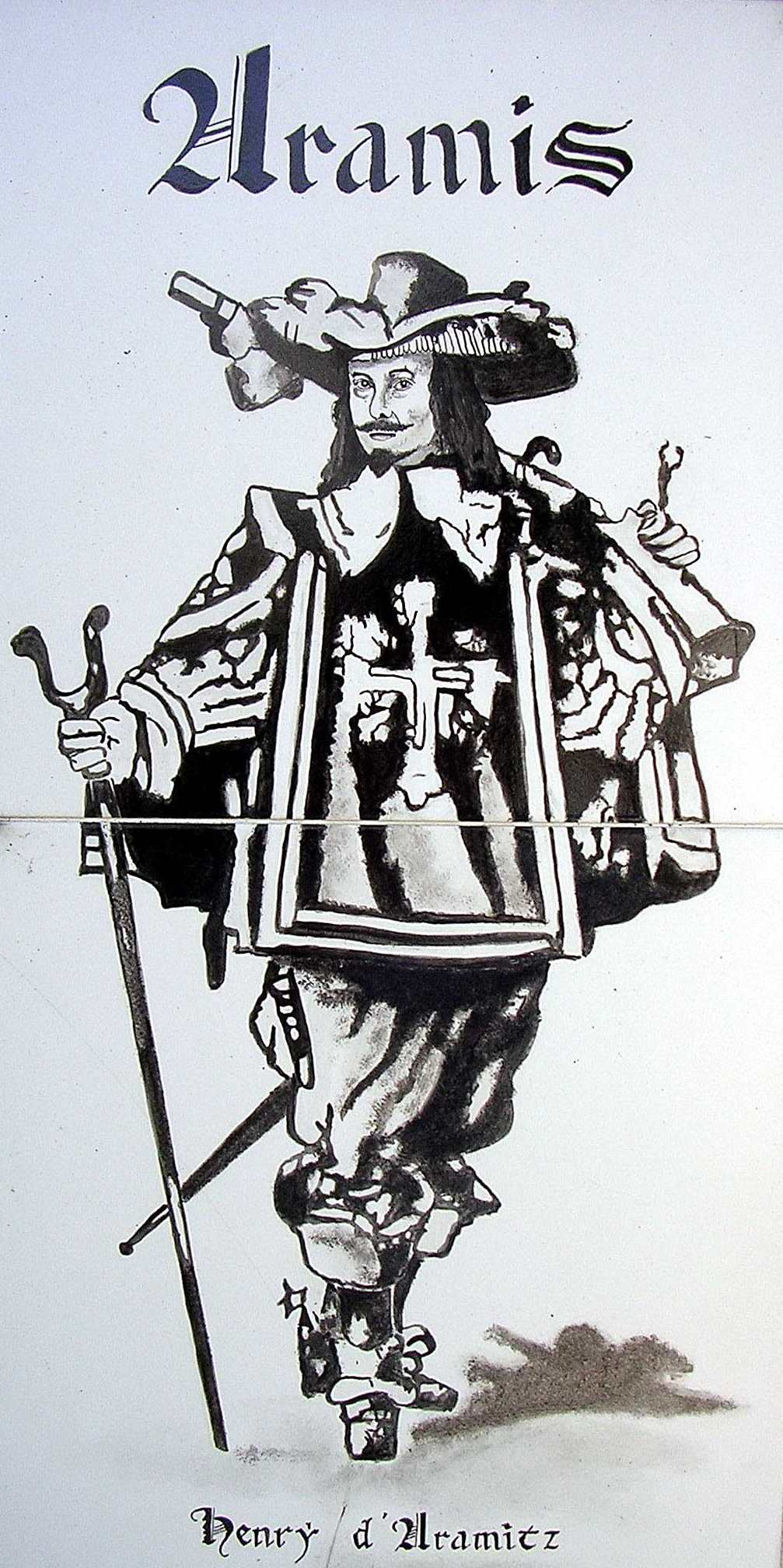
Ilustración de Aramis.

En Veinte años después, Aramis se ha convertido en obispo de Vannes y miembro importante del movimiento revolucionario contra el cardenal Mazarino, llamado La Fronda, donde junto al conde de La Fère (Athos) llevó a cabo una serie de proezas, como la liberación del duque de Beaufort, la participación en la batalla de Charenton donde se enfrentó y mató al influyente duque de Châtillon y la heroica defensa del rey Carlos I de Inglaterra. Luego, reunido con sus demás compañeros, da fin al temible villano Mordaunt, hijo de Milady de Winter, la antigua enemiga de los mosqueteros, y consigue forzar la firma de Mazarino en el tratado de paz con los frondistas. Entre tanto, las relaciones de íntima amistad con D'Artagnan se deterioran al punto de la desconfianza mutua, aunque guardando las formas. 
La rivalidad soterrada de Herblay con D'Artagnan llega a su cenit en El vizconde de Bragelonne, cuando el obispo de Vannes es secretamente elevado a la dignidad de General de los Jesuitas, apareciendo como el brazo derecho del poderoso, pero indeciso conspirador Nicolás Fouquet contra Luis XIV, siendo uno de los ingenieros de las fortificaciones de Belle-Île-en-Mer. Para entonces, el carácter de Aramis mutó desde el inteligente idealista que luchaba por otros hasta el astuto y poco escrupuloso aventurero, casi capaz de sacrificar a sus mejores amigos para alcanzar sus fines personales. 
Aramis, conocedor del secreto del doble parto de Ana de Austria, concibe un ambicioso plan para sustituir a Luis XIV por su hermano gemelo, Felipe, preso hacía muchos años. Con ese propósito, urde una trama para acceder a La Bastilla, sin despertar sospechas, e instruir al futuro usurpador, con el objetivo de que este, después de subido al trono, le favorezca para obtener el puesto de primer ministro y finalmente el de papa. Luego, junto con Porthos, aunque ocultándole a este la verdad, secuestra al verdadero rey y hace el cambio sin que nadie, ni siquiera el mismo D'Artagnan y la madre de Luis XIV, Ana de Austria, lo adviertan. Su plan, sin embargo, fracasa finalmente por la deserción de Fouquet, quien argumentando que Luis XIV era su huésped al momento del secuestro, libera al rey de su prisión. Este inmediatamente ordena a su ejército dar caza implacable a los rebeldes Du Vallon (Porthos) y Herblay, quienes se refugian en Belle-Île-en-Mer. Tras una resistencia desesperada en que la inteligencia de Aramis se combina maravillosamente con la fuerza de Porthos para causar numerosas bajas en el ejército real, solo el primero de ellos sobrevive gracias a su alta influencia jesuítica y logra escapar hacia España, de donde, años después, empoderado como el influyente Duque de Alameda, regresa en misión diplomática para negociar un tratado con Luis XIV.
Allí se le presenta la oportunidad de encontrarse por última vez con D'Artagnan, de quien se despide antes de volver a España.
Tras el deceso de D'Artagnan en el sitio de Maestrich, el astuto Aramis se convierte, de hecho, en el último sobreviviente de los cuatro amigos. Dumas no narra la muerte de este personaje, pero le hace una postrera mención, casi poética, en el último párrafo de su novela El Vizconde de Bragelonne: 

«De los cuatro valerosos hombres cuya historia hemos relatado, no quedaba ya más que un cuerpo. Dios había recobrado las almas».

Sin embargo otro escritor, Pablo Mahalin trata de continuar la obra de Dumas con su libro Le filleul d’Aramis («el ahijado de Aramis») en ella se describe cómo Aramis, ya convertido en duque de la Alameda, se reencuentra con Jussac (viejo enemigo de Dártagnan en el cual se les encuentra en un duelo al inicio de los tres mosqueteros) y su hijo Helion. Al morir Jussac, Aramis adopta a Helion.
Esta novela nos lleva a los últimos años del reinado de Luis XIV hasta la muerte de este. Helion decide entrar, con ayuda de Aramis, al ejército del rey para mostrar valentía y poder obtener la mano de la duquesa de Borgoña; mientras Aramis, general de la orden de los jesuitas mantiene una estrecha relación con Luis XIV para poder obtener su meta suprema: ser nombrado papa.
Al morir el papa Clemente XI, Aramis ve su oportunidad de ser papa, pero su sueño se verá truncado con la muerte del rey Luis. Tal fue el impacto que Aramis cayó enfermo y murió de la misma forma que murió Athos.

## Cine y televisión
El rol de Aramis ha sido interpretado por:

### Serie de televisión
| Año         | Serie de televisión                      | Actor            |
| ----------- | ---------------------------------------- | ---------------- |
| 2014 - 2016 | The Musketeers                           | Santiago Cabrera |
| 1979        | D'Artanyan i tri mushketyora             | Igor Starygin    |
| 1967        | The Further Adventures of the Musketeers | John Woodvine    |
| 1966        | The Three Musketeers                     | Gary Watson      |

### Películas
| Año  | Título                                                           | Actor               | Director                   |
| ---- | ---------------------------------------------------------------- | ------------------- | -------------------------- |
| 2023 | Los tres mosqueteros: D'Artagnan                                 | Romain Duris        | Martin Bourboulon          |
| 2023 | Los tres mosqueteros: Milady                                     | Romain Duris        | Martin Bourboulon          |
| 2011 | Los tres mosqueteros                                             | Luke Evans          | Paul W. S. Anderson        |
| 2009 | Vozvrashchenie mushketyorov, ili Sokrovishcha kardinala Mazarini | Igor Starygin       | Georgi Yungvald-Khilkevich |
| 1998 | El hombre de la máscara de hierro                                | Jeremy Irons        | Randall Wallace            |
| 1993 | The Three Musketeers (1993)                                      | Charlie Sheen       | Stephen Herek              |
| 1989 | El regreso de los mosqueteros                                    | Richard Chamberlain | Richard Lester             |
| 1983 | La loca historia de los tres mosqueteros                         | Josema Yuste        | Mariano Ozores             |
| 1974 | Los cuatro mosqueteros                                           | Richard Chamberlain | Richard Lester             |
| 1973 | Los tres mosqueteros                                             | Richard Chamberlain | Richard Lester             |
| 1969 | Los tres mosqueteros                                             | Colin Fox           | -                          |
| 1964 | Cyrano et d'Artagnan                                             | Franco Bevardi      | Abel Gance                 |
| 1948 | Los tres mosqueteros                                             | Robert Coote        | George Sidney              |
| 1939 | La máscara de hierro                                             | Miles Mander        | James Whale                |
| 1939 | Los tres mosqueteros                                             | John 'Dusty' King   | Allan Dwan                 |
| 1929 | The Iron Mask                                                    | Gino Corrado        | Allan Dwan                 |
| 1921 | The Three Musketeers                                             | Eugene Pallette     | Fred Niblo                 |

### Videos
| Año  | Título           | Actor          | Director        |
| ---- | ---------------- | -------------- | --------------- |
| 1999 | Three Musketeers | Thomas Beckett | John Monteverde |